# Синя ванга
Cyanolanius madagascarinus е вид птица от семейство Vangidae, единствен представител на род Cyanolanius.

## Разпространение
Видът е разпространен в Коморските острови и Мадагаскар.